# Sarotherodon caroli
The fissi (Sarotherodon caroli) là một loài cá thuộc họ Cichlidae. Nó là loài đặc hữu của Cameroon.